# Configureren
Configureren is het samenstellen van een product uit verschillende basisbouwstenen, de keuze en schikking (combinatie) van componenten die samen een systeem met de gewenste functionaliteit moeten vormen. Het begrip wordt vooral gebruikt bij relatief complexe technische systemen die opgebouwd zijn uit componenten waarvan verschillende versies (varianten) kunnen bestaan, zoals vliegtuigen, auto's en computerhardware en -software.
Het kenmerk van het configureren is dat de stuklijst van het te maken product pas ontstaat nadat het product geconfigureerd is. Een tweede kenmerk om het configureren mogelijk te maken is dat de bouwstenen of de modules dusdanig ontworpen zijn dat ze onderling uitwisselbaar zijn.
Oorspronkelijk komt het woord configureren uit het Latijn: cōnfigūrāre (dezelfde vorm geven). Met de opkomst van de automatisering en met de komst van krachtigere computers werd het mogelijk om het productconfigureren in de massaproductie toe te passen.

## Voorbeeld

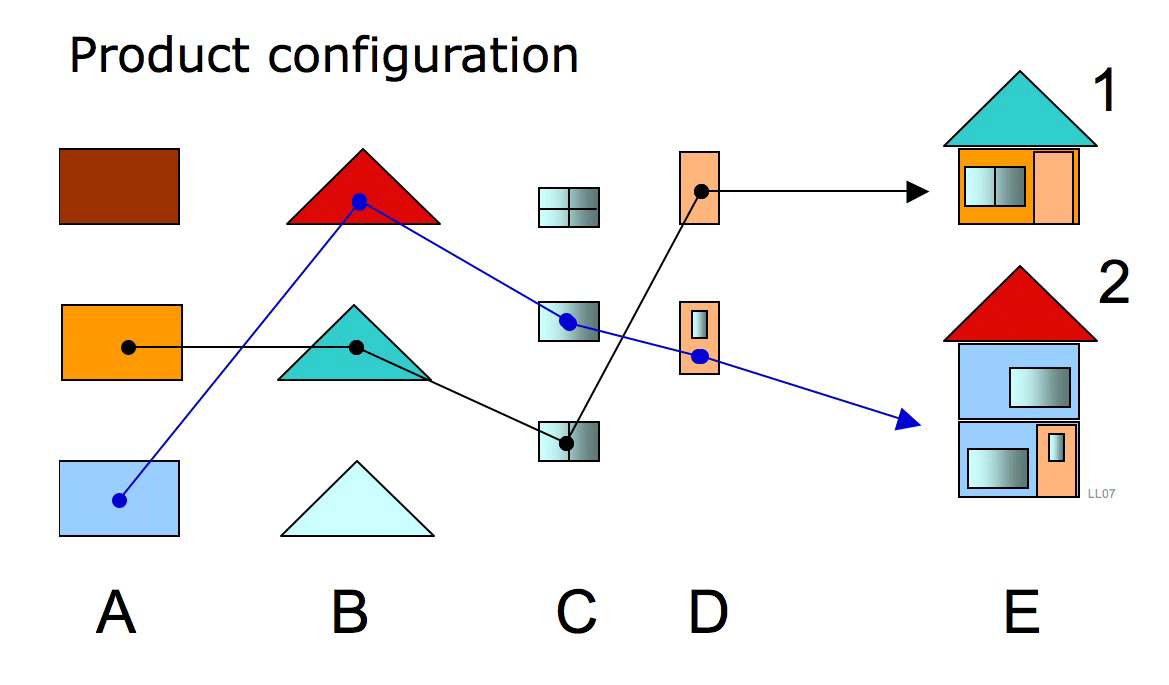
Het productconfiguratie proces. A Ruwbouw + B Dak + C Ramen + D Deuren = E Geconfigureerd huis

In bijgevoegde figuur is de woning als voorbeeld genomen om het configuratieproces te verduidelijken. Door de keuze uit de bouwgroepen A tot en met D ontstaat er in E woning 1. Zelfs met de in het voorbeeld beperkte keuzemogelijkheden per bouwgroep zijn er zeer veel uitvoeringsvormen van woningen mogelijk.

## Voordelen
Het voordeel van het configureren van producten is dat het product pas gemaakt wordt als het gewenst is. Hiermee wordt voorkomen dat er producten gemaakt worden die niet gebruikt worden. Een ander voordeel is dat het klantenorderontkoppelpunt vrij vroeg in het productieproces ligt waardoor voorraden en verspilling worden voorkomen. Met het productconfigureerproces is individuele massa productie mogelijk.  

## Nadelen
Het nadeel van een productconfiguratie is dat er in het ontwerp met de onderlinge uitwisselbaarheid rekening mee gehouden dient te worden. Dit maakt het ontwikkelproces op voorhand duurder. Echter een eenmaal ontworpen module kan meerdere malen toegepast worden waardoor uiteindelijk het ontwerp goedkoper zal zijn.

## Toepassingen
- Computers. Bij computersystemen wordt de term configuratie gebruikt voor de schikking van hardware- en/of softwarecomponenten (dus ook voor een mix van beide types). Voor het goede verloop van hard- en software-installaties spelen configuratiebestanden een cruciale rol. Configureren impliceert overigens meestal programmeren: het aanpassen van configuratiebestanden of scripts die de gewenste samenwerking tussen componenten moeten verzekeren.
- Automotive. Bij het kiezen van een auto, truck of bus wordt een keuzeproces doorlopen. Dit keuze proces bestaat meestal uit het kiezen van een platform waarna uit verschillende opties het uiteindelijke voertuig wordt geconfigureerd. Meestal is de uitkomst van het configuratieproces direct, in de vorm van een ‘virtueel’ beeld zichtbaar.
- Internet. Op het internet kunnen vaak door het maken van keuzes producten geconfigureerd en direct gekocht worden.

In veel bedrijfssoftware of ERP bedrijfsprocessen worden productconfigurators gebruikt om het productie en het logistiek proces te sturen.